# 전주송북초등학교
전주송북초등학교는 대한민국 전북특별자치도 전주시 덕진구 송천동1가에 있는 초등학교다.

## 학교 연혁
- 1991년 6월 10일 전주송북국민학교 설립인가
- 1993년 3월 1일 전주송천국민학교에서 분리 개교
- 1996년 3월 1일 전주송북초등학교로 교명 변경
- 2019년 9월 1일 제12대 교장 이기종 부임
- 2020년 2월 13일 제27회 졸업식(졸업생 157명 총 6783명)
- 2020년 3월 1일 25학급 편성

## 학교 상징
- 교화 - 개나리 : 우리민족의 얼이 담긴 '개나리'는 '청순함'의 상징

초봄에 도심을 노랗게 물들이는 개나리는 봄이 왔음을 제일 먼저 알리는 꽃이기 때문에 영춘화라고도 한다. 서양에서는 골든 벨(golden bell)이라고 부르기도 하는데, 가지마다 노란 꽃을 소복소복 달고 있는 개나리의 모습에서 금방이라도 맑은 종소리가 들려올 것 같아서 이런 예쁜 이름을 얻은 것이 아닌가 한다.
- 교목 - 소나무 : 송북어린이들의 '높은 기상'을 표현하는 '소나무'

모든 숲은 흙에서 시작해 풀이 자라고, 작은키나무가 들어와 우거진 관목림이 되었다가 점차 소나무 숲으로 된다. 뿌리에 영양분을 분해시켜주는 공생균이 있어 소나무는 자기끼리 모여 살아야 잘 살 수 있다. 다른 식물이 자라지 못하도록 잎을 두껍게 쌓아 놓거나, 송진을 분비하여 산림은 다시 참나무숲으로 변하고 잎이 넓은 나무 단계로 가면서 그곳에서는 산나물과 약초와 같은 자원이 많아지게 된다.
- 교조 - 비둘기 : "평화"의 상징 '비둘기'

비둘기목(目)에 딸린 새를 통틀어 이르는 말로 야생종과 집비둘기로 크게 나뉜다. 머리가 작고 둥글며 부리가 짧고 성질이 온순해 길들이기 쉽다. 날개의 힘이 강하여 멀리 날 수 있으며 귀소성(歸巢性)을 이용하여 원거리 통신에 쓰기도 한다.

## 참고 자료
- 전주송북초등학교 - 한국교육학술정보원 학교알리미